# Projetor cinematográfico

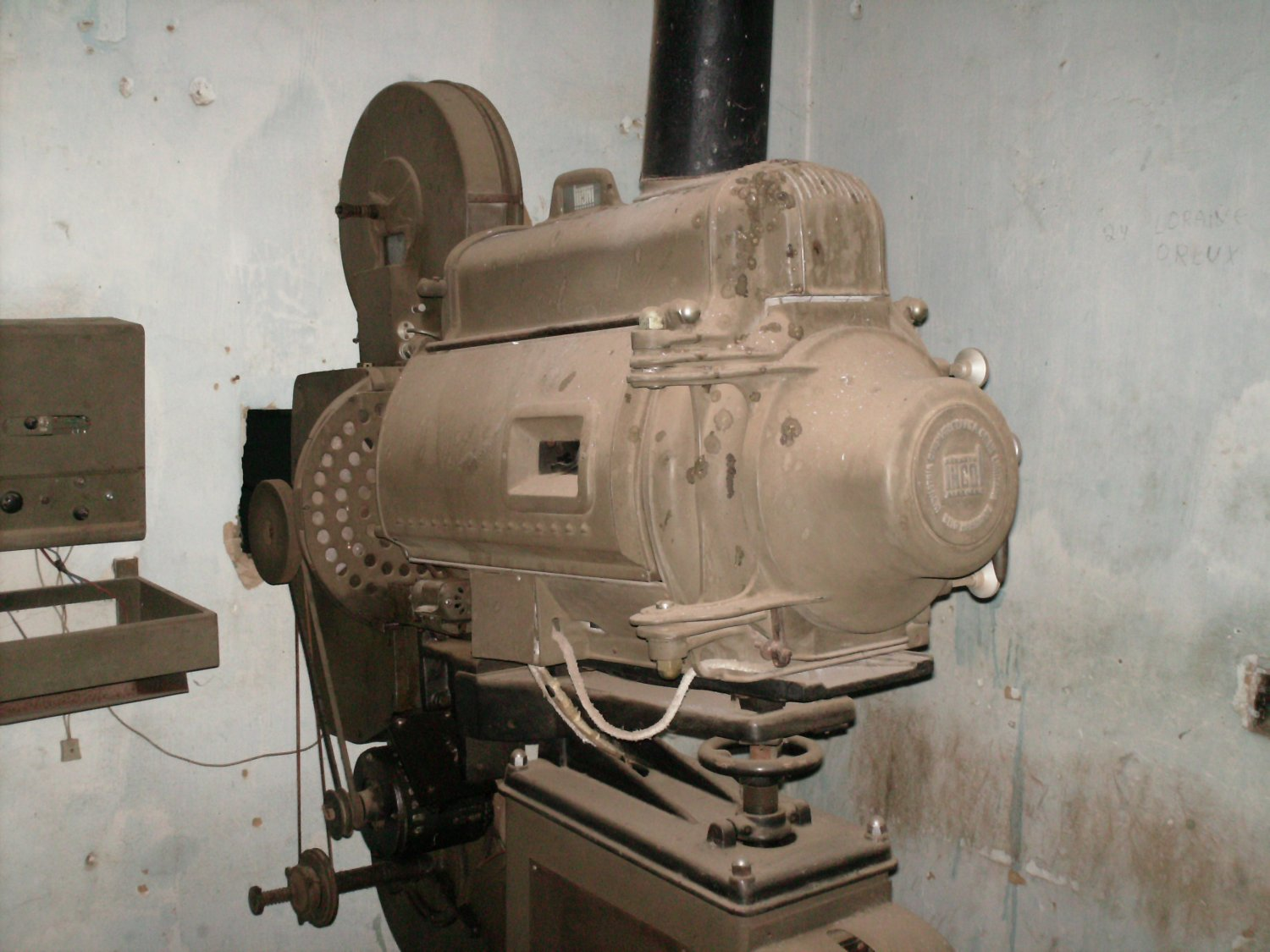
Antigo projetor de filmes

Projetor cinematográfico ou projetor de filme é o dispositivo óptico-mecânico usado para exibir filmes na tela de projeção de uma sala de cinema. A maioria dos elementos ópticos e mecânicos, com exceção da iluminação e dispositivos de som, está presente nas câmeras cinematográficas.